# Cecilia Pantoja
Mireya Cecilia Ramona Pantoja Levi (Tomé, 21 de octubre de 1943-Santiago, 24 de julio de 2023), más conocida como Cecilia la Incomparable, o simplemente Cecilia, fue una cantautora chilena de origen judío, representante de la nueva ola en los años 1960. Ganó el certamen internacional del VI Festival Internacional de la Canción de Viña del Mar en 1965.
Cecilia irrumpió como solista en pleno fulgor de la Nueva Ola, alzándose hacia mediados de los años 1960 como la mayor estrella juvenil de la época, si bien su estilo y repertorio no responden a cabalidad al molde del movimiento. Mientras los pares de su generación se limitaban a doblar las canciones de éxito en Estados Unidos, Cecilia adquirió personalidad propia con un catálogo diverso de canciones adscritas a la tradición musical latina y europea.
Abordó diversos estilos musicales, entre ellos el bolero, tango italiano, mambo, chachachá y rock and roll. Su productor musical y por entonces director artístico del sello Odeón, Rubén Nouzeilles, consideró a Cecilia como única entre los músicos de su generación. De ahí el nombre de su segundo long play solista, La incomparable (1965), título por el que sería conocida en las décadas siguientes.

## Biografía
Mireya Cecilia Ramona Pantoja Levi nació en Tomé a las 22:00 horas del 21 de octubre de 1943. Fue hija de Fernando Pantoja Rubilar y Luisa Levi. Fue la menor de la familia integrada por sus hermanos Marietta y Fernando. 
Realizó sus estudios de Humanidades en el Liceo de Tomé.
En una entrevista señaló: «Si tuviera que escribir mi autobiografía, diría que todos me conocen por Cecilia simplemente, porque así me llamaron siempre mis familiares y amistades».
Se inició en el canto a fines de los años 1950 en Los de Tomé, un cuarteto melódico formado originalmente por tres hermanos de apellido González y cuyo nombre tributaba a la ciudad de origen de sus integrantes. Tras la grabación de un primer y único disco sencillo para el sello RCA, a comienzos de la década de 1960 el grupo se disolvió, y su voz principal se lanzó en solitario junto con un grupo de apoyo vocal que bautizó Los Singers. Con ellos llegó en 1962 a los estudios Odeón para grabar su primer trabajo solista, un disco single que, al sumar sus dos caras, combinaba dos estilos musicales distintos: un tango italiano («Uno de tantos») y un rock and roll interpretado en idioma nativo («I wanna live»).
Un par de años después de su debut solista, impulsada por canciones italianas como «Tango de las rosas» (1963), «Baño de mar a medianoche» y «Aleluya», ambas de 1964, Cecilia alcanzó popularidad. Entre 1963 y 1965, lideró las listas de ventas y popularidad de la prensa y la radio; sus fanáticos se agolpaban por multitudes en las radios, teatros y estadios donde se celebraban sus conciertos. Además, su nombre encabezó varias de las principales giras musicales organizadas por Chile en esos años.
En enero de 1964 debutó como protagonista de fotonovelas, iniciando con la historia titulada «Diario de vida» en la revista Cine-Amor. Participaría de varias historias en dicha revista y en la publicación Marcela.

### Carisma y polémica en vivo

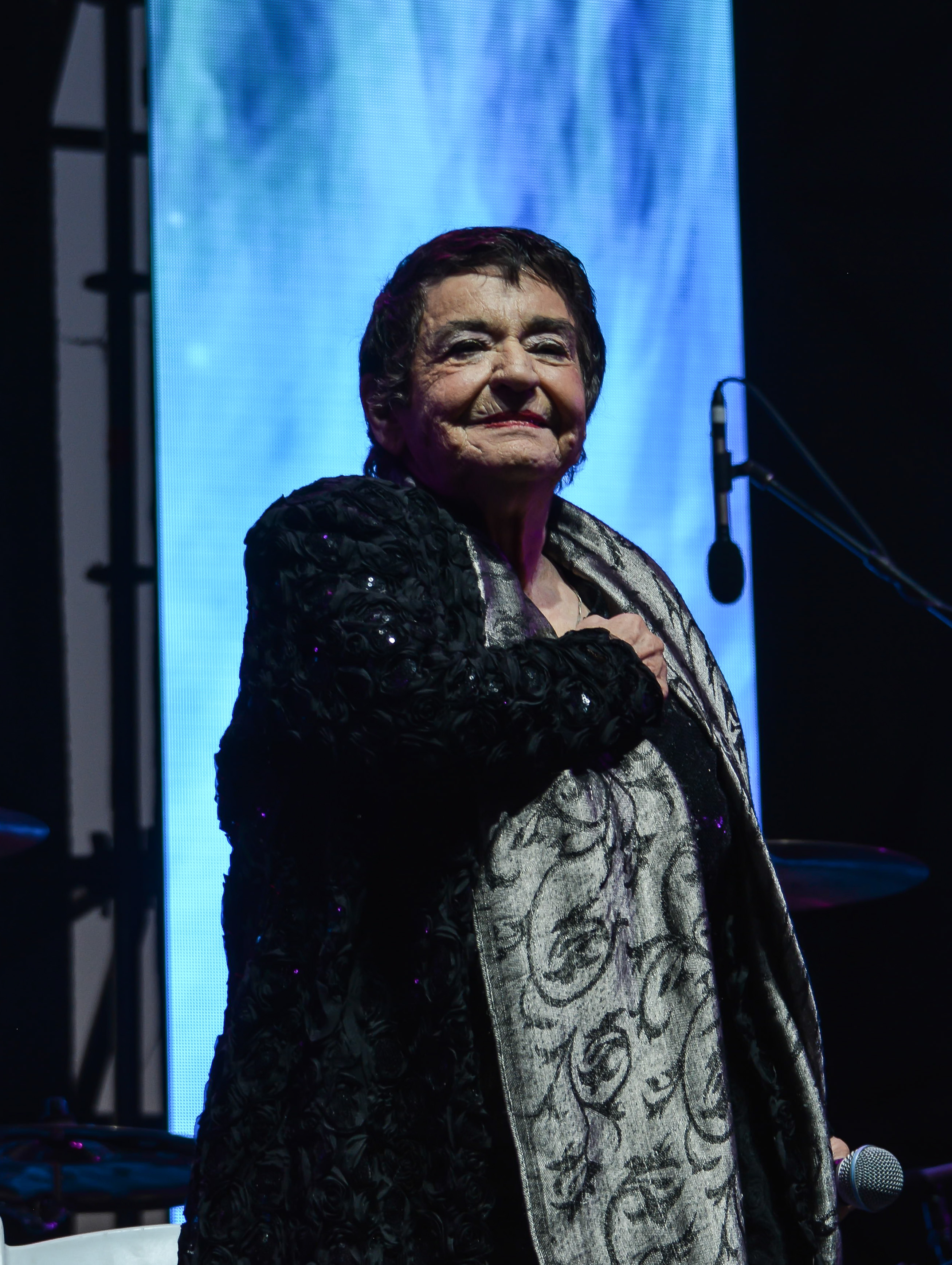
Cecilia en la Cumbre del Rock Chileno del 2018

Su despliegue escénico era desfachatado y provocativo, con un catálogo musical que abarcaba varios géneros musicales, lo que la convertiría en un símbolo de emancipación sexual al transgredir modales, convenciones y costumbres. En su participación en el VI Festival Internacional de la Canción de Viña del Mar de 1965, compitió con la canción «Como una ola», trenzándose en una aguda polémica con las autoridades edilicias de la época al contravenir la recomendación de no interpretar su característico beso de taquito, gesto escénico inspirado en la técnica futbolística y considerado por entonces inapropiado para ser ejecutado por una mujer. Respondió con muecas, gestos burlones y uno que otro beso de taquito.
Gran influencia tuvo en su estilo musical y artístico su primer productor musical y por entonces director artístico del sello Odeón, Rubén Nouzeilles, quien no comulgaba con el presunto facilismo de la Nueva Ola. Su formación musical era tan amplia como para sumar producciones de músicos disímiles, como de Lucho Gatica, de su amiga Violeta Parra y Los Huasos Quincheros. Las grabaciones de Cecilia que llevan la firma de Nouzeilles fueron en definitiva las más trascendentes de su carrera, y se caracterizaron por ricas orquestaciones que arreglaron directores de planta de la Odeón como Luis Barragán y Valentín Trujillo.
Resulta sintomático que el comienzo del declive artístico de Cecilia haya coincidido con su alejamiento de la Odeón. Inquieta por la progresiva pérdida de popularidad que desde la segunda mitad de la década experimentó a manos de nuevos ídolos juveniles, entre ellos José Alfredo Fuentes, en 1968 decidió mudarse al sello CBS/Philips y comenzar a grabar temas que le dieran un perfil más adulto e internacional a su carrera. Así fue como a partir de ese año y hasta 1970 propuso versiones progresivas para temas de Violeta Parra («Gracias a la vida») y Víctor Jara («Plegaria a un labrador»). Pero sin lugar a dudas el registro más trascendente de este período fue «Compromiso», una balada de acento roquero que tres décadas después fue rescatada por Javiera y Los Imposibles. En su momento, sin embargo, el éxito de este experimento estilístico fue insatisfactorio, y sus resultados llevaron a la cantante a probar suerte con todos los medios que tuvo a su alcance.
Tras editar un primer y único LP para CBS/Philips, Gracias a la vida (1970), intentó sin suerte iniciar una carrera en México y, a la vuelta, en pleno gobierno de la Unidad Popular, fundó su propio sello discográfico, Chía Producciones, para el que grabó algunos pocos temas de corte melancólico y romántico que tuvieron escasa difusión. Fue su último intento importante por recuperar la gloria perdida.[cita requerida]

### Leyenda bohemia
El golpe de Estado del 11 de septiembre de 1973 la sorprendió cantando en boites y centros nocturnos de la capital, y desde entonces, aquellos escenarios se convirtieron en un refugio para su supervivencia artística. A diferencia de otros cantantes de su generación, la exreina de la Nueva Ola permaneció al margen de los circuitos oficiales y masivos de difusión. En los subterráneos de la deprimida bohemia nacional, Cecilia comenzó a alzarse en leyenda de una nueva generación que empezó a valorarla como figura de culto.

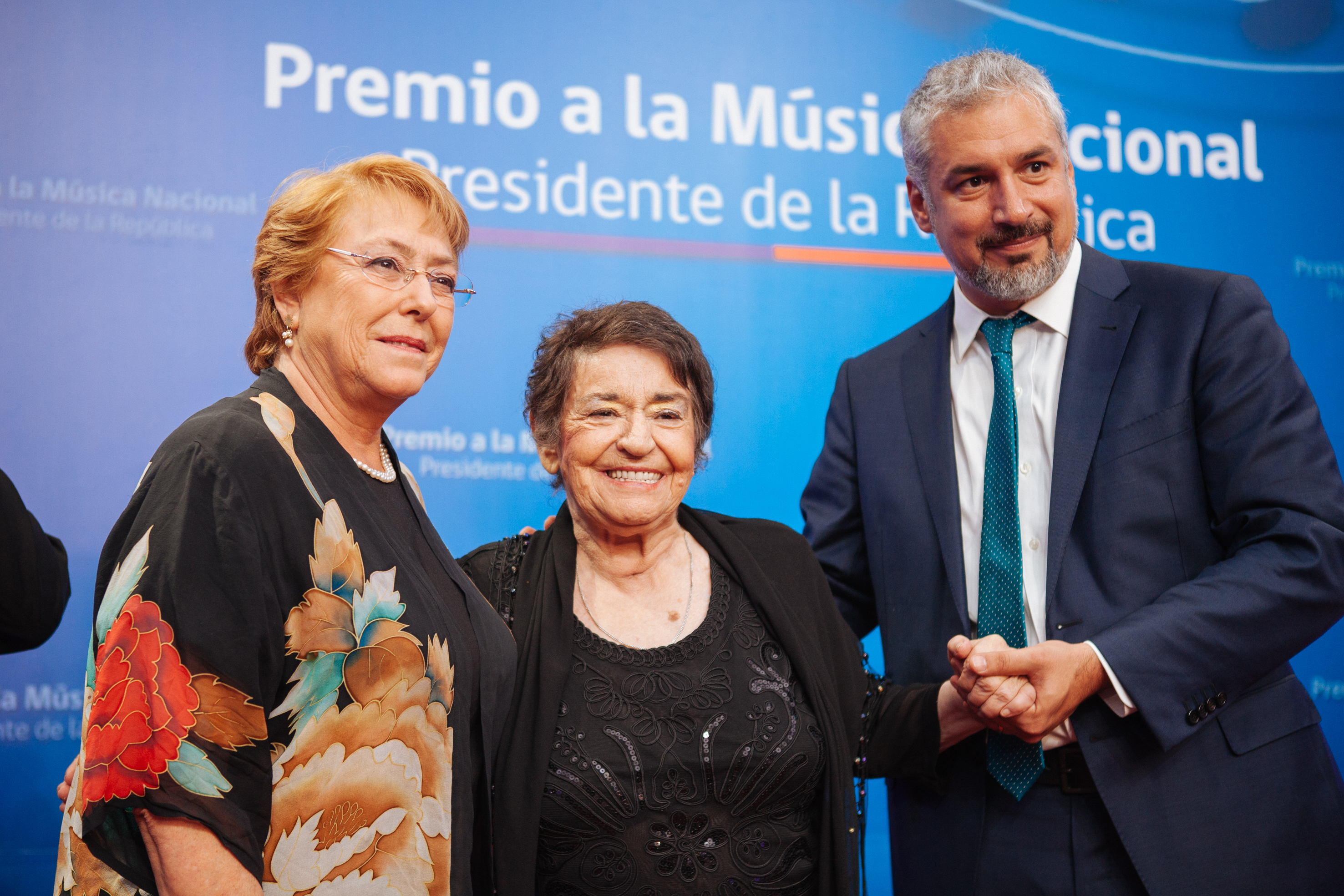
Cecilia al recibir el Premio a la Música Nacional (2016)

La primera señal al respecto la entrega el director teatral Vicente Ruiz, quien en 1984 utilizó canciones de Cecilia para musicalizar una versión de la obra Hipólito, que se montó en el teatro El Trolley. ¿Qué conexión vio Vicente Ruiz entre Cecilia y una tragedia griega? «Ella ―declaró en diciembre de 1984 al suplemento Wikén del diario El Mercurio― es como alguien majestuoso que desapareció en la oscuridad del anonimato por una posible autodestrucción. Todas sus canciones son de amor; pero de un amor fatal, imposible de concretar. Ella es una mujer que se automarginó». Aunque el montaje de Hipólito tuvo una repercusión muy marginal, fue el punto de partida para que Cecilia fuese revalorada entre nuevas generaciones. 
Luego se realizó una serie de conciertos de la antigua reina de la Nueva Ola (uno de ellos con un lleno total en el Teatro Caupolicán), con su exdirector artístico, Leo García. Luego Rubén Nouzeilles, lanzó dos discos compilados en formato digital, La incomparable (1995) y Un día te diré (1997), cuyas ventas sumaron más de 100 mil unidades, delatando el arraigo popular de sus canciones.
En el mismo período se estrenó Cecilia, una reina, un mito, una obra de teatro sobre la vida de Cecilia que tocaba el tema del alcoholismo y la homosexualidad, alimentando el mito sobre su figura. A ello contribuyó la biografía no autorizada Cecilia, la vida en llamas (2002, Planeta), de Cristóbal Peña. Tras permanecer un mes a la venta, el libro fue incautado por orden del Primer Juzgado del Crimen de Santiago, debido a una causa penal que buscaba evaluar posibles injurias con publicidad acusadas por la propia autora en una querella. Un año y medio después, el caso fue cerrado sin que el tribunal llegara a pronunciarse sobre el fondo de la demanda, debido a que se decretó el abandono del procedimiento, decisión que fue confirmada posteriormente por la Corte de Apelaciones de Santiago.
Durante gran parte de su carrera musical, Cecilia Pantoja Levi ―como todos los cantantes de su generación― se limitó a administrar su patrimonio musical de los años 1960.

## Vida personal
Desde su juventud surgieron numerosos rumores sobre su vida privada, especialmente su sexualidad. En el libro Cecilia, la vida en llamas de Cristóbal Peña, se asegura que Cecilia habría tenido una historia de amor con una vecina española. Cecilia negó reiteradamente que fuese lesbiana: en una entrevista realizada por Pablo Aguilera para la revista Onda en mayo de 1973 señaló que “no me gustan las mujeres” y “Cuando me gusten las mujeres, te voy a avisar”. En mayo de 2015, en una entrevista a La Tercera, señaló que “aunque fuera lesbiana no lo diría”; no obstante, en la misma publicación ella se reivindicaba como “reina de los gays y de las damas de la noche”. En 2019, en una entrevista a The Clinic, señalaba el respeto y cariño de personas de la comunidad LGBT, que la trataban de “tía”, “mami” o “abuela”; producto de ello y su constante desafío a la heteronormatividad, Cecilia ha sido considerada un icono LGBT de la música chilena.

## Fallecimiento
Aquejada por complicaciones respiratorias hace varios años, fue internada el 14 de julio tras un agravamiento de su salud. Tras diez días, se comunicó su fallecimiento mediante las redes sociales de la artista por una enfermedad pulmonar obstructiva crónica, a la edad de 79 años. Fue velada en el Teatro Caupolicán, como ella había expresado en vida, y posteriormente, su caravana pasó por la Villa Frei y por la Pérgola de las flores, para luego ser cremada en una ceremonia privada en el crematorio del Parque del Recuerdo, en Huechuraba. Luego sus restos fueron trasladados hacia su natal Tomé donde se realizaron sus funerales, siendo su ánfora depositada junto a sus familiares.
La comuna de Tomé decreto duelo oficial por su fallecimiento.

## Influencia y reconocimiento
Cecilia Pantoja fue una figura clave en la música popular chilena, no solo por su talento y versatilidad, sino también por su influencia en las generaciones posteriores de artistas. Su estilo vanguardista, rupturista y original la convirtió en una referente para muchos músicos que admiraban su voz, su personalidad y su repertorio.
Artistas como Mon Laferte y Denisse Malebrán se han declarado influenciados por Cecilia. Otros de los artistas que han reconocido su legado son Javiera Parra, Ana Tijoux, Francisca Valenzuela, Gepe y Camila Moreno.[cita requerida]
Su impacto en la cultura popular chilena también se refleja en el reconocimiento que recibió en vida por parte de diversas instituciones y medios de comunicación. En 2011, fue nombrada Figura Fundamental de la Música Chilena por la Sociedad Chilena de Autores e Intérpretes Musicales (SCD).
En 2016, se le otorgó el Premio a la Música Nacional Presidente de la República por el gobierno de Michelle Bachelet. En 2022, se le otorgó el Premio Regional de Arte y Cultura por el Gobierno Regional del Biobío.Además, se realizó una serie biográfica sobre su vida y obra titulada Bravura plateada. que fue apoyada por el Consejo Nacional de Televisión (CNTV) y el Ministerio de las Culturas, las Artes y el Patrimonio.
La serie Bravura Plateada es una producción audiovisual, biografía autorizada, que busca contar la vida y obra de Cecilia Pantoja, una de las cantantes más importantes y emblemáticas de la música chilena. Es un homenaje a Cecilia Pantoja, una artista que marcó la cultura popular chilena con su voz, su estilo y su bravura. La serie busca rescatar su legado musical y humano, y mostrar a las nuevas generaciones la historia de una mujer que se atrevió a ser diferente y a vivir con autenticidad. La serie está dirigida por Vanessa Miller, protagonizada por Daniela Benítez y Amaya Forch y fue estrenada el 5 de octubre de 2023 por Televisión Nacional de Chile. La serie empezó a grabarse en 2022, y fue vista por Cecilia antes de su fallecimiento, dando su visto bueno.
Tras su fallecimiento, parte de la calle de la costanera de la ciudad de Tomé fue renombrada en su honor.

## Discografía

### Discos de estudio
- Cecilia (1964)
- Cecilia, la incomparable (1965)
- Estamos solas, guitarra (1968)
- Gracias a la vida (1970)

### Discos en vivo
- Cecilia en vivo (2000)
- Cecilia en concierto: Santiago 2006 (2006)
- Mi historia (en vivo) (2021)

### Recopilaciones
- Cecilia: Sus más grandes éxitos (1980)
- Cecilia: Sus más grandes éxitos II (1982)
- La incomparable (1995)
- Un día te diré (1998)
- Antología 1960-1970 (2002)

## Filmografía
| Año  | Película                                         | Personaje  | Dirección    | Ref.   |
| ---- | ------------------------------------------------ | ---------- | ------------ | ------ |
| 2014 | Un concierto inolvidable: Nueva Ola, la película | Ella misma | Elías Llanos | [ 33 ] |